# منتخب نيوزيلندا للكريكت
منتخب نيوزيلندا الوطني للكريكت هو المنتخب الذي يمثل نيوزيلندا في المنافسات الدولية لرياضة الكريكت، والذي يقوم إتحاد نيوزيلندا للكريكت بإدارة شؤونه ،يعتبر من أقوى منتخبات الكريكت في العالم. يحتل حالياً المركز الخامس في التصنيف العالمي لمنتخبات الكريكت.